# Municipio de Watauga (Dakota del Sur)
El municipio de Watauga (en inglés: Watauga Township) es un municipio ubicado en el condado de Corson en el estado estadounidense de Dakota del Sur. En el año 2010 tenía una población de 29 habitantes y una densidad poblacional de 0,71 personas por km².

## Geografía
El municipio de Watauga se encuentra ubicado en las coordenadas 45°55′30″N 101°30′52″O / 45.92500, -101.51444. Según la Oficina del Censo de los Estados Unidos, el municipio tiene una superficie total de 41.06 km², de la cual 41,06 km² corresponden a tierra firme y (0 %) 0 km² es agua.

## Demografía
Según el censo de 2010, había 29 personas residiendo en el municipio de Watauga. La densidad de población era de 0,71 hab./km². De los 29 habitantes, el municipio de Watauga estaba compuesto por el 100 % blancos. Del total de la población el 0 % eran hispanos o latinos de cualquier raza.